# SSD Empoli Ladies FBC
A Società Sportiva Dilettantistica Empoli Ladies FBC, röviden Empoli Ladies FBC együttese 2016-ban jött létre. Három szezonon keresztül szerepelt az élvonalban, mielőtt lemondtak tagságukról.

## Klubtörténet
Az Empoli FC vezetősége 2016-ban a Castelfranco másodosztályban szereplő együttesét felvásárolva hozta létre női szakosztályát Associazione Sportiva Dilettantistica Empoli Ladies FBC néven. Első szezonjukban a Serie B bajnoki címét abszolválva kerültek fel az élvonalba, ráadásul az olasz kupa elődöntőjébe is bejutott a csapat, azonban a későbbi győztes Fiorentina ellen nem sikerült a továbbjutás.
2017-ben vették fel máig használatos nevüket és egy döntetlennel, valamint két győzelemmel vettek látványos rajtot első élvonalbeli idényükben, de a kék-fehérek a 4. fordulótól kezdődően megtorpantak és a szezon végére búcsúzni kényszerültek az első osztálytól. A következő évet a Serie B első alkalommal összevont bajnokságában töltötték és a második helyen végeztek, mellyel újra csatlakozhattak a Serie A társaságához.
A koronavírus-járvány által megszakított 2019–20-as bajnokságban 16 mérkőzésen 5–4–7-es mutatóval, megőrizve tagságukat a 8. helyen végeztek a végső elszámolásnál.
A San Marino elleni meggyőző 10–0-ás hazai sikerrel kezdték a 2020–21-es évadot.
2022. június 18-án a klub átadta élvonalbeli indulásának jogát a Parma csapatának.

## Sikerlista
- Olasz másodosztályú bajnok (1): 2016–17

## Statisztikák

### Szezonok
| Szezon  | Bajnokság | Bajnokság | Bajnokság | Bajnokság | Bajnokság | Bajnokság | Bajnokság | Bajnokság | Bajnokság | Kupa        | Gólkirálynő            |
| Szezon  | Osztály   | H.        | J         | Gy.       | D.        | V.        | G+        | G-        | Pont      | Kupa        | Gólkirálynő            |
| ------- | --------- | --------- | --------- | --------- | --------- | --------- | --------- | --------- | --------- | ----------- | ---------------------- |
| 2016–17 | Serie B   | 1         | 22        | 18        | 4         | 0         | 66        | 11        | 58        | Elődöntő    | Norma Cinotti (14)     |
| 2017–18 | Serie A   | 12        | 22        | 3         | 2         | 17        | 16        | 59        | 11        | 3. forduló  | Caterina Bargi (4)     |
| 2018–19 | Serie B   | 2         | 22        | 16        | 2         | 4         | 55        | 23        | 50        | 2. forduló  | Arianna Acuti (13)     |
| 2019–20 | Serie A   | 8         | 16        | 4         | 4         | 7         | 22        | 24        | 19        | Negyeddöntő | Cecilia Prugna (5)     |
| 2020–21 | Serie A   | 6         | 22        | 9         | 4         | 9         | 47        | 40        | 31        | Negyeddöntő | Benedetta Glionna (10) |
| 2021–22 | Serie A   | 9         | 22        | 6         | 5         | 11        | 26        | 40        | 23        | Elődöntő    | Asia Bragonzi (7)      |

     Aranyérmes 
      Ezüstérmes 
      Bronzérmes

## Játékoskeret
2022. május 15-én
| #  |     | Poszt | Név                                          |
| -- | --- | ----- | -------------------------------------------- |
| 1  | ITA | K     | Alessia Capelletti                           |
| 24 | ITA | K     | Gloria Ciccioli                              |
| 61 | ITA | K     | Francesca Sacchi                             |
| 4  | ITA | V     | Margherita Brscic (kölcsönben a Juventustól) |
| 12 | ITA | V     | Sara Mella                                   |
| 13 | ITA | V     | Elisabetta Oliveiro                          |
| 14 | ITA | V     | Aurora De Rita                               |
| 20 | ITA | V     | Gloria Giatras Zoi                           |
| 27 | ITA | V     | Eleonora Binazzi                             |
| 33 | ITA | V     | Tessa Mendolicchio                           |
| 55 | ITA | V     | Ludovica Nicolini                            |
| 6  | NED | KP    | Anna Knol                                    |
| 7  | ITA | KP    | Cecilia Prugna                               |

| #  |     | Poszt | Név                                              |
| -- | --- | ----- | ------------------------------------------------ |
| 8  | ITA | KP    | Marta Morreale                                   |
| 10 | ITA | KP    | Norma Cinotti                                    |
| 16 | ITA | KP    | Bianca Bardin                                    |
| 18 | ITA | KP    | Ludovica Silvioni (kölcsönben a Juventustól)     |
| 19 | ITA | KP    | Elena Nichele                                    |
| 23 | ITA | KP    | Melissa Bellucci (kölcsönben a Juventustól)      |
| 82 | ITA | KP    | Gemma Puntoni                                    |
| 9  | NED | CS    | Chanté Dompig                                    |
| 11 | ITA | CS    | Asia Bragonzi (kölcsönben a Juventustól)         |
| 22 | ITA | CS    | Sara Tamborini (kölcsönben a Milantól)           |
| 25 | ITA | CS    | Isotta Nocchi (kölcsönben a Fiorentinától)       |
| 26 | ITA | CS    | Valeria Monterubbiano (kölcsönben a Sassuolótól) |
| 38 | ITA | CS    | Matilde De Matteis                               |

## Korábbi híres játékosok
- Arianna Acuti
- Rachele Baldi
- Bianca Bardin
- Caterina Bargi
- Melissa Bellucci
- Eleonora Binazzi
- Paola Boglioni
- Ilaria Borghesi
- Asia Bragonzi
- Margherita Brscic
- Alessia Capelletti
- Gloria Ciccioli
- Norma Cinotti
- Matilde De Matteis
- Aurora De Rita
- Lucia Di Guglielmo
- Nicole Fabbroni
- Maria Luisa Filangeri
- Martina Fusini
- Benedetta Glionna
- Morena Iannazzo
- Silvia Leonessi
- Giulia Mastalli
- Sara Mella
- Tessa Mendolicchio
- Francesca Meropini
- Giorgia Miotto
- Valeria Monterubbiano
- Marta Morreale
- Elena Nichele
- Ludovica Nicolini
- Isotta Nocchi
- Elisabetta Oliveiro
- Giulia Orlandi
- Benedetta Orsi
- Francesca Papaleo
- Elisa Polli
- Cecilia Prugna
- Gemma Puntoni
- Francesca Sacchi
- Ludovica Silvioni
- Flaminia Simonetti
- Sara Tamborini
- Martina Toniolo
- Marta Varriale
- Melissa Venturini
- Silvia Vicenzi
- Gloria Giatras Zoi
- Simona Petkova
- Maria Palama
- Chanté Dompig
- Anna Knol
- Jenny Hjohlman
- Pamela Begič

## A klub vezetőedzői
- Alessandro Pistolesi (2016–2020)
- Alessandro Spugna (2020–2022)